# Kallesmærsk Hede
Kallesmærsk Hede är en hed i Danmark. Den ligger i Region Syddanmark, i den västra delen av landet.